# Distretto di Mpigi
Il distretto di Mpigi è un distretto dell'Uganda, situato nella Regione centrale.